# Festival du film de Cracovie
Pour les articles homonymes, voir KFF.
Le Festival du film de Cracovie (en polonais : Krakowski Festiwal Filmowy ou KFF) est un festival de cinéma consacré aux courts métrages et aux documentaires. Créé en 1961, il se déroule chaque année entre fin mai et début juin, dans la ville de Cracovie en Pologne.
Le festival a d'abord été nommé Festival national du film de court métrage (en polonais : Ogólnopolski Festiwal Filmów Krótkometrażowych). Trois ans après sa création, en 1964, il devient un festival international (en polonais : Międzynarodowy Festiwal Filmów Krótkometrażowych). 
Les courts métrages peuvent être des documentaires, des animations ou des fictions.
Le festival propose également des rétrospectives, des travaux des différentes écoles de cinéma polonaises, des ateliers, des débats, des conférences, des expositions et des concerts.

## Prix décernés
- Corne d'or - Grand Prix du documentaire long métrage
- Corne d'argent - Prix pour le mérite artistique exceptionnelle
- Dragon d'or - Grand Prix du concours international
- Dragon d'argent - attribués séparément pour le documentaire, l'animation et la fiction
- Cheval d'or (en polonais lajkonik d'or) - Grand Prix à l'échelle nationale
- Chevaux d'argent (en polonais lajkoniks d'argent) - attribués séparément pour le documentaire, l'animation et la fiction
- Dragon des dragons - prix attribué à des personnalités pour l'ensemble de leur œuvre (décerné depuis 1998)

## Palmarès

### Dragon des dragons
- 1998 : Bohdan Kosiński (pl)
- 1999 : Jan Lenica
- 2000 : Raymond Depardon
- 2001 : Jan Švankmajer
- 2002 : Werner Herzog
- 2003 : Timothy Quay
- 2004 : Albert Maysles
- 2005 : Iouri Norstein
- 2006 : Kazimierz Karabasz (pl)
- 2007 : Raoul Servais
- 2008 : Allan King
- 2009 : Jerzy Kucia (pl)
- 2010 : Jonas Mekas
- 2011 : Piotr Kamler
- 2012 : Helena Třeštíková
- 2013 : Paul Driessen
- 2014 : Bogdan Dziworski (pl)
- 2015 : Priit Pärn (en)
- 2016 : Marcel Łoziński

### Corne d'or
- 2010 : Kaleo La Belle pour le film Beyond This Place
- 2011 : Wojciech Staroń, pour le film La Leçon argentine (Argentinian Lesson/Argentyńska Lekcja)
- 2012 : Peter Gerdehag (sv) pour le film Women with Cows (Kokvinnorna)
- 2013 : Tora Mårtens, pour le film Colombianos (Suède, Finlande).
- 2014 : Amanda Sans et Miquel Galofré, pour le film Songs of Redemption (Jamaïque/Espagne).
- 2015 : Karolina Bielawska pour le film Appele-moi Marianna (Mów mi Marianna) (Pologne)

### Mentions spéciales
- 2010 : Jaroslav Vojtek (Slovaquie) pour Z kola von (Sortie de la ronde)
- 2011 : Alejandra Sanchez (France/Mexique) pour Agnus Dei : l'Agneau de Dieu
- 2012 : Patricia Mortagne pour Cet homme-là est un mille-feuilles
- 2014 : Chelsea McMullan pour le film My Prairie Home (Canada)
- 2015 : Vita Maria Drygas Żelakeviciute (pl) pour le film Piano (Pologne)